# История Интернета

Количество пользователей Интернета в процентах от населения стран в 2023 году

История Интернета началась с разработки компьютеров и появления концепций глобальных вычислительных сетей в 1950-е годы почти одновременно в разных странах, в первую очередь в научных и военных лабораториях в США, Великобритании и Франции. Военные вычислительные сети в те времена существовали и в СССР, но были засекречены, а проект гражданской сети ОГАС (1959) не был полностью реализован в силу бюрократизма советской системы. Тем не менее, в 1978 году в СССР появляется совместимая с Интернетом гражданская Академсеть (X.25).
Принципы, по которым строится Интернет, впервые были применены в сети ARPANET, созданной в 1969 году по заказу американского военного агентства DARPA и соединившей ряд научных и государственных учреждений. Используя наработки ARPANET, в 1984 году Национальный научный фонд США (NSF) создал сеть NSFNET для связи между университетами и вычислительными центрами. В отличие от закрытой ARPANET подключение к NSFNET было достаточно свободным, и к 1992 году к ней подключились более 7500 мелких сетей, включая 2500 за пределами США. В организационном смысле современный Интернет появился в первой половине 1990-х годов с передачей опорной сети NSFNET в коммерческое использование, присоединением к ней параллельной глобальной академической сети BITNET и других сетей. В техническом смысле их объединили транспортный протокол цифровой связи TCP/IP и система его буквенной адресации DNS.
До 1980-х годов компьютерные сети были доступны в основном сотрудникам специализированных учреждений, а в 1980-х годах начинается распространение персональных компьютеров (ПК) в частном пользовании, в первую очередь домашних компьютеров, что породило массовый спрос на сети (которому предшествовала ручная передача носителей). Если специалисты в основном использовали сети для научно-производственных задач, то частные лица прежде всего проявили интерес к общению, новостям, играм и обмену файлами. Первой популярной сетевой технологией, решавшей эти задачи, была Usenet («Юзнет»), запущенная в 1980 году и ставшая относительно массовой сетью обмена компьютерной информацией. Базовой технологией Юзнета была электронная почта, основанная на идее связи между двумя абонентами. Но массовая природа Юзнета потребовала технологий вещания на множество абонентов, в связи с чем на базе электронной почты стали создаваться так называемые ньюзгруппы, на смену которым впоследствии пришли интернет-форумы, блоги и социальные сети.
Массовые пользователи ранних сетей обычно соединялись с помощью телефонных модемов, «выделенные линии» для компьютерных сетей долгое время считались в их среде экзотикой и роскошью. Кроме Usenet с середины 1980-х годов в США развивались телефонные сервисы для сетевых игр на домашних ПК, из которых впоследствии был сформирован провайдер America Online. В 1993 году America Online реализовал функцию подключения к Usenet, что стало важным этапом формирования Интернета (см. «Вечный сентябрь»). С Интернетом через гейты соединялись также другие большие сети, — FIDONet, BITNET, сети X.25 (SFMT/SovAmNet) и др., — вливаясь затем в «общий» Интернет. В целях объединения всех сетей были глобально внедрены изначально разработанные для ARPANET технологии адресации компьютеров (системы IP-адресов и доменных имён) и маршрутизации между ними, объединённые т. н. моделью OSI. Для стандартизации этих технологий и управления ими были созданы глобальные общественные организации, такие как ICANN, IETF, IANA и другие. Следом были созданы локальные организации для отдельных регионов, такие как РосНИИРОС, LACNIC, AFNIC и другие.

## Предыстория
Концепция обмена данными — передачи данных между двумя разными местами через электромагнитную среду, например, радио или электрический провод — предшествовала появлению первых компьютеров. Такие системы связи, как правило, ограничивались двухточечной связью между двумя конечными устройствами. Предвестниками такого вида связи можно считать телеграфную связь и телексы (телетайпы). В конце XIX века телеграф стал первой полностью цифровой системой связи. Информационный обмен массового масштаба восходит к концепциям почты и журналистики, где до конца XIX века использовались традиционные носители наподобие бумаги и голосовых объявлений. Технический прогресс привёл к появлению таких концепций как радио и телевидение, где велось централизованное вещание (в телевещание в 1970-е годы начали встраивать телетекст, похожий на «односторонний» WWW). Отдельные лица старались вести и нецентрализованное вещание, что приводило к возникновению таких явлений как самиздат, перешедший со временем в цифровую форму. Также в середине XX века в разных странах появляется любительская радиосвязь, в рамках которой люди начинают пересылать друг другу персональные сообщения (в цифровой форме — азбукой Морзе), формируя собственные системы идентификации и адресации.
В начале XX века была проведена фундаментальная теоретическая работа в области передачи данных и теории информации, авторами которой были Клод Шеннон, Гарри Найквист и Ральф Хартли.
Первые компьютеры имели центральный процессор и дистанционные терминалы. По мере развития технологий были разработаны новые системы, позволяющие осуществлять связь на более значительные расстояния (для терминалов) или с более высокой скоростью (для соединения локальных устройств), что было необходимо для создания мейнфреймов. Эти технологии позволили передавать данные, такие как файлы, между удалёнными компьютерами. Однако двухточечная модель связи была ограниченной, поскольку не позволяла осуществлять прямую связь между любыми двумя произвольными системами; было необходимо физическое соединение. Эта технология также считалась опасной при стратегическом и военном использовании по причине отсутствия альтернативных путей передачи данных в случае нападения противника.

### Историография
Существуют практически непреодолимые проблемы в создании историографии раннего развития Интернета. Процесс оцифровки представляет собой вдвойне сложную задачу для историографии в целом и для исторического исследования связи в частности. Разработчик Дуг Гейл так говорил о трудностях с документированием событий раннего этапа истории Интернета, которые привели к его возникновению: 

Период ARPANET относительно хорошо документирован благодаря корпорации, отвечавшей за его развитие, — BBN, оставившей физические записи. С наступлением эпохи NSFNET это стало исключительно децентрализованным процессом. Записи оставались в подвалах людей, шкафах. …Очень многое из случившегося происходило устно и на основе личного доверия. Оригинальный текст (англ.)The Arpanet period is somewhat well documented because the corporation in charge – BBN – left a physical record. Moving into the NSFNET era, it became an extraordinarily decentralized process. The record exists in people's basements, in closets. ... So much of what happened was done verbally and on the basis of individual trust.
Это подтверждает российский учёный-историк Александр Островский, который занимался историей электросвязи и пришёл к похожим выводам. В своей книге 2011 года «История мировой и отечественной связи» он пишет, что многие проблемы в этой области недостаточно изучены, тематическая литература «тонет в почти безбрежном море книг и статей, с которыми приходится иметь дело современному человеку», «подавляющее большинство публикаций по этой тематике имеет не научный, а научно-популярный характер. В результате приходится сталкиваться с разнобоем в датировке событий, расхождениями в использовании цифрового материала, не всегда верно установленными научными приоритетами, мифотворчеством и т. д.».

## Компьютерные сети, предшествовавшие Интернету

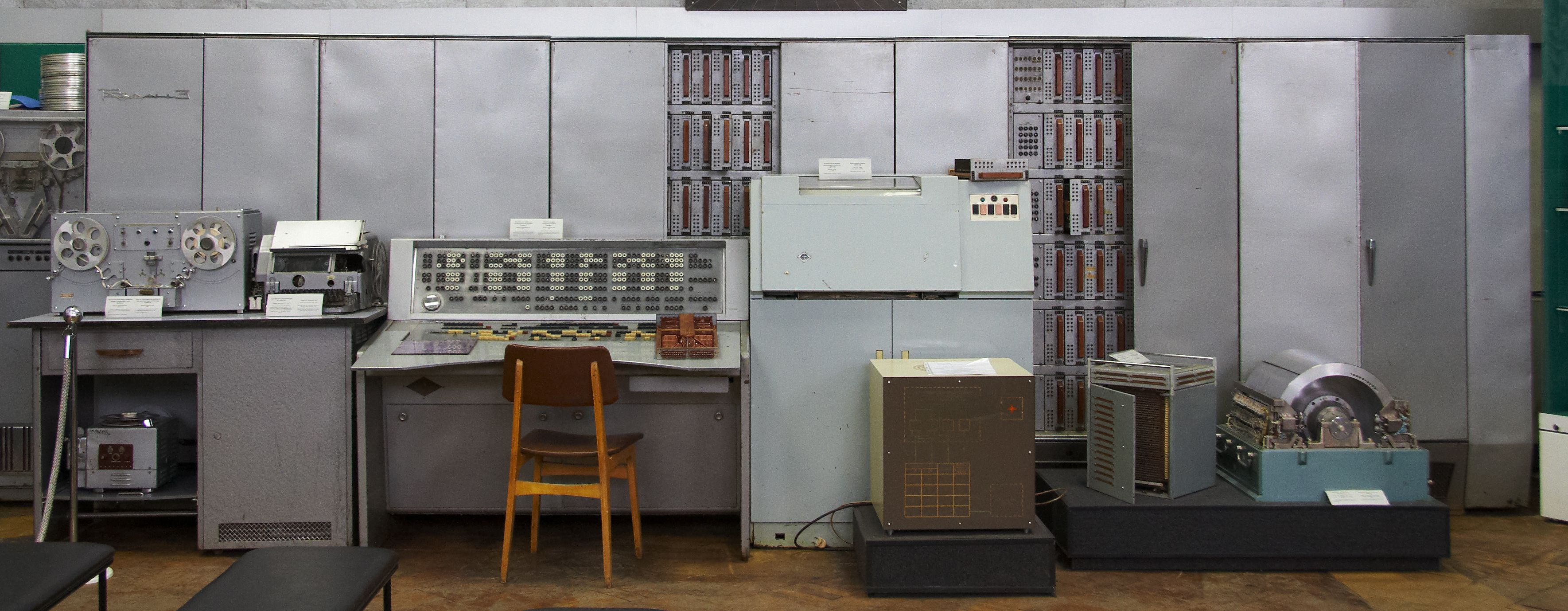
В основе АСУ «Экспресс» (с 1972) — ЭВМ «Раздан-3»

### СССР

#### Компьютерные сети системПРО(ПВО)
В СССР первые компьютерные сети возникли в ходе развития систем ПРО (ПВО).
- 1955—1960, ОБП системы «А» — локальная компьютерная сеть на базе ЭВМ М 40, нёсшая службу в комплексе ПРО Система «А» в 1955—1960 годах.
- 1961, Главный командно-вычислительный центр (ГКВЦ) с вычислительным комплексом (Кубинка) и система передачи данных «Кабель» (позже — 5Ц53) — локальная компьютерная сеть системы ПРО А-35.
- 1971, Командно-вычислительный пункт 5К80 с вычислительной системой «Эльбрус» (Пушкино) и «Заря» (Балашиха) — локальная компьютерная сеть системы ПРО А-135.

#### Компьютерныесети специального назначения

Проектная схема Академсети (к 1984 году работали узлы в Москве, Ленинграде, Киеве, Риге и Новосибирске)

- 1960-е, «Сирена» — специализированные сети передачи данных и систем обработки данных, автоматизированная система управления резервированием мест и билетно-кассовыми операциями авиалиний СССР. Разработана в середине 1960-х годов, запущена в 1972 году.
- 1972, «Экспресс» — специализированные сети передачи данных и систем обработки данных, автоматизированная система управления резервированием мест и билетно-кассовыми операциями железнодорожных сообщений СССР. Эксплуатируется с 1972 года по настоящее время.
- 1978—1992 — Академсеть (схожая с ARPANET[7]).

#### Проекты советских компьютерных сетей
- 1959, опубликована статья об Общегосударственной автоматизированной системе учёта и обработки информации (ОГАС) — проекте системы автоматизированного управления экономикой СССР, основанной на принципах кибернетики, включающей в себя вычислительную сеть, связывающую центры сбора данных, расположенные во всех регионах страны — «Единую государственную сеть вычислительных центров» (ЕГСВЦ). По разным причинам проект не был реализован, хотя попытки продолжались до 1980-х годов — в 1970-х годах также рассматривался проект «Общегосударственная сеть передачи данных» (ОГСПД) в рамках общесоюзного проекта «Единая автоматизированная сеть связи» (ЕАСС). В 2016 году в США вышла книга об ОГАС «Как не опутать сетью страну: Непростая история советского Интернета» профессора Университета Талсы Бенджамина Питерса. Профессор Гарварда Джонатан Зиттрейн[англ.] посчитал, что книга «заполнила пробел в истории Интернета, подчеркнув, насколько важны преемственность и открытость для сетевых разработок». Другие рецензенты в связи с этим отметили, что «советские учёные могли опередить США в создании Интернета, но пожалели 20 миллиардов рублей»[8].
- 1960, предложен Интегрированный оборонно-наступательный океаническо-сухопутно-космический комплекс[9][a] — разработка 1960-х годов в сфере военно-космических технологий коллектива под руководством В. Н. Челомея в ОКБ-52, которая осталась в проекте[10]. Комплекс разрабатывался как новая система противоракетной обороны страны с применением сетевых технологий.

Проникновению в СССР высоких технологий из-за рубежа препятствовали созданный в 1949 году Координационный комитет по экспортному контролю (КОКОМ) и в целом «железный занавес» (однако существуют сведения об обходе ограничений КОКОМа советскими спецслужбами). Внутреннему развитию сетей препятствовала «борьба с кибернетикой» 1950-х. Тем не менее с 1974 года на базе ленинградского ФТИ им. Иоффе начинает развиваться вычислительный центр общего пользования, который в 1978 году был преобразован в отдельный научно-исследовательский институт информатики и автоматизации (ЛИИАН). Вокруг него начинает стихийно строиться всесоюзная компьютерная Академсеть, в Москве учреждается институт ВНИИПАС как её центральный узел, он устанавливает регулярную спутниковую цифровую связь со странами соцблока и организует с 1982 года через Австрию выход в цифровые сети «капиталистических стран». Надзор за этой деятельностью вела Комиссия по вычислительным центрам коллективного пользования и сетям ЭВМ Координационного комитета АН СССР по вычислительной технике. Масштабные планы по развитию Академсети прервались в 1991 году вместе с распадом СССР, причём в 1992 году были физически уничтожены обслуживавшие её советские ЭВМ. Однако в 1995 году оставшиеся от Академсети оптические кабели были снова использованы для построения новой сети РОКСОН — «Региональной объединённой компьютерной сети образования и науки», спроектированной как локальная сеть в рамках Интернета с центром в СПбНЦ РАН (сеть объединила научные учреждения постсоветского Петербурга, способствуя их информационному развитию).
Антрополог Н. Конрадова в книге «Археология русского интернета» (2022) сообщает, что в СССР было создано много машинных текстов в целях самиздата, прежде всего литературы, они распространялись на магнитных носителях, и когда начал распространяться Интернет в России, эти тексты составили основу контента зарождающегося Рунета. Запрещённый в СССР самиздат уже в 1970-х годах начал набираться и печататься на советских компьютерах.

### США

#### Телетайпная сеть

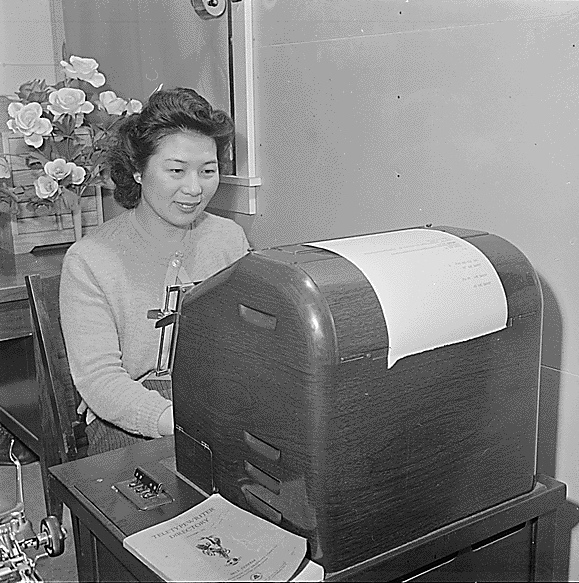
Телетайп

Прообразом цифровой связи был телетайп. Телетайпная сеть только Федерального управления гражданской авиации США в 1938 году превысила 21 тыс. миль, охватив почти все штаты. Кроме того, в 1931 году компания AT&T создала Службу обмена телетайпами (Teletypewriter Exchange Service, TWX), позволявшую соединять произвольные телетайпы друг с другом. При этом использовались обычные телефонные линии, но соединение осуществлялось через выделенные коммутаторы (первоначально — вручную). С появлением компьютеров телетайпные аппараты присоединялись к ЭВМ и могли использоваться в качестве терминалов. Соответствующие каналы связи использовались крупными корпорациями, государственными ведомствами и в военных системах.

#### Разработка концепции глобальной сети
Американской исследовательской программой в направлении быстрой передачи сообщений руководил Джозеф Ликлайдер, опубликовавший в 1962 году работу «Galactic Network». Благодаря ему появилась первая детально разработанная концепция компьютерной сети. Она была подкреплена работами Леонарда Клейнрока — он описал технологию, способную разбивать файлы на части и передавать их различными путями через сеть (1961—1964).
В 1962 году Пол Бэран из RAND Corporation подготовил доклад «On Distributed Communication Networks». В его предложении сеть напоминала рыбацкий невод. Все узлы наделены способностью маршрутизировать трафик, каждый из них связан с несколькими другими узлами. Он предложил децентрализовать систему узлов связи (все региональные узлы связи в сети равноправны), которая даже при разрушении её части будет работоспособна. Предлагалось передавать сообщения в цифровом, а не в аналоговом виде. Само сообщение предлагалось разбивать на небольшие порции — «пакеты», и передавать по распределённой сети все пакеты одновременно. Из принятых в месте назначения дискретных пакетов сообщение заново «собиралось».
Параллельно в Англии Дональд Дэвис разработал концепцию Сети и добавил в неё существенную деталь — компьютерные узлы должны не только передавать данные, но и стать переводчиками для различных компьютерных систем и языков. Именно Дэвису принадлежит термин «пакет» для обозначения фрагментов файлов, пересылаемых раздельно.

#### Терминалы с экраном

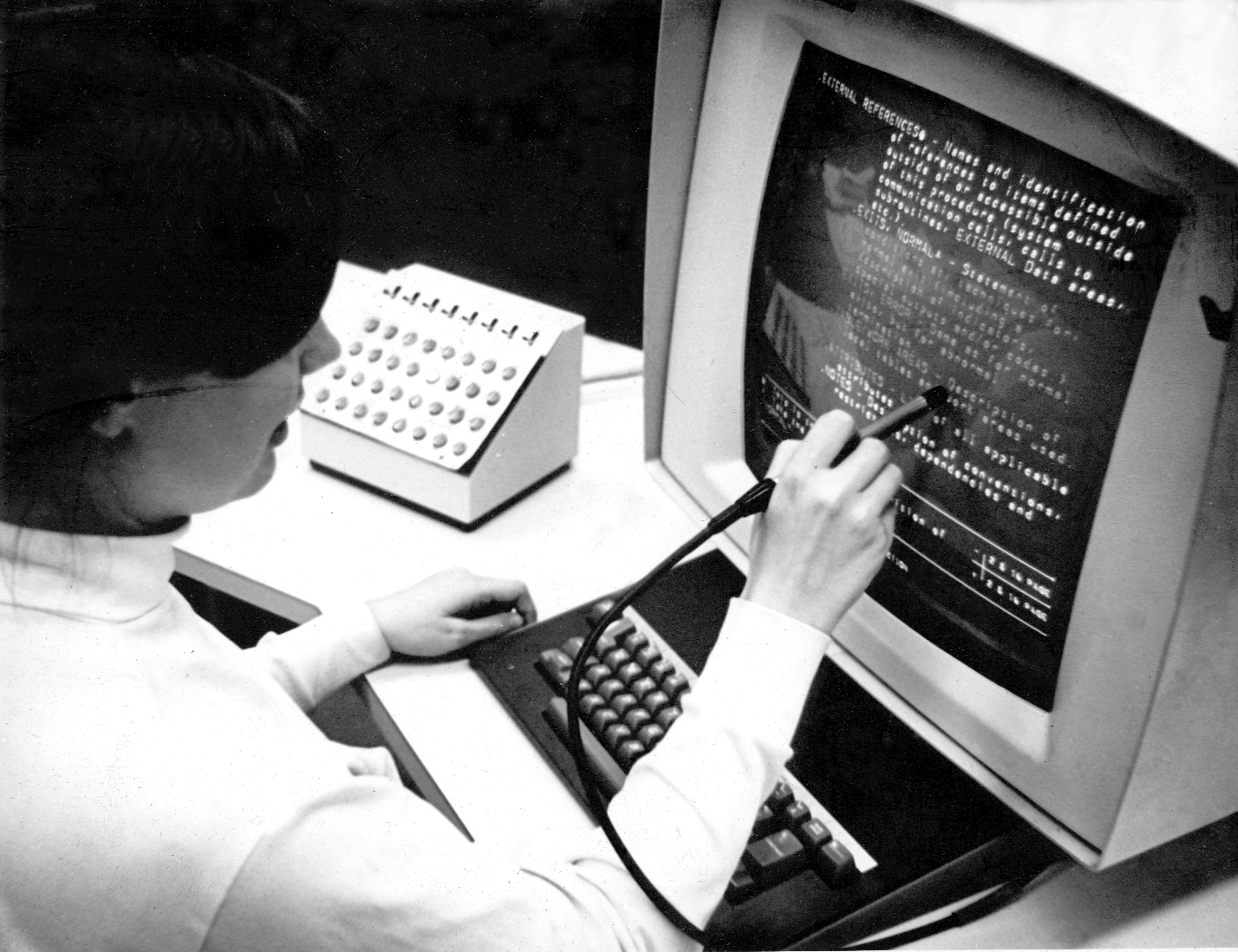
Терминал IBM 2250, представленный в 1964 году, где использовался гипертекст

С появлением системы IBM/360 в середине 1960-х годов начали массово внедряться компьютерные терминалы с экраном и развиваться интерактивные многотерминальные системы разделения времени. В частности, в 1964 году был представлен терминал IBM 2250, где использовался гипертекст и световое перо. Терминалы могли располагаться за пределами вычислительного центра, рассредоточиваясь по всему предприятию. И хотя вычислительная мощность оставалась полностью централизованной, некоторые функции, такие как ввод и вывод данных, стали распределёнными.

#### MERIT
При поддержке штата Мичиган и Национального научного фонда сеть, которая объединяла три мичиганских университета, была запущена в январе 1971 года. В дальнейшем к сети стали присоединяться другие университеты и в 1984 году на её основе была создана NSFNET.

### СССР — США

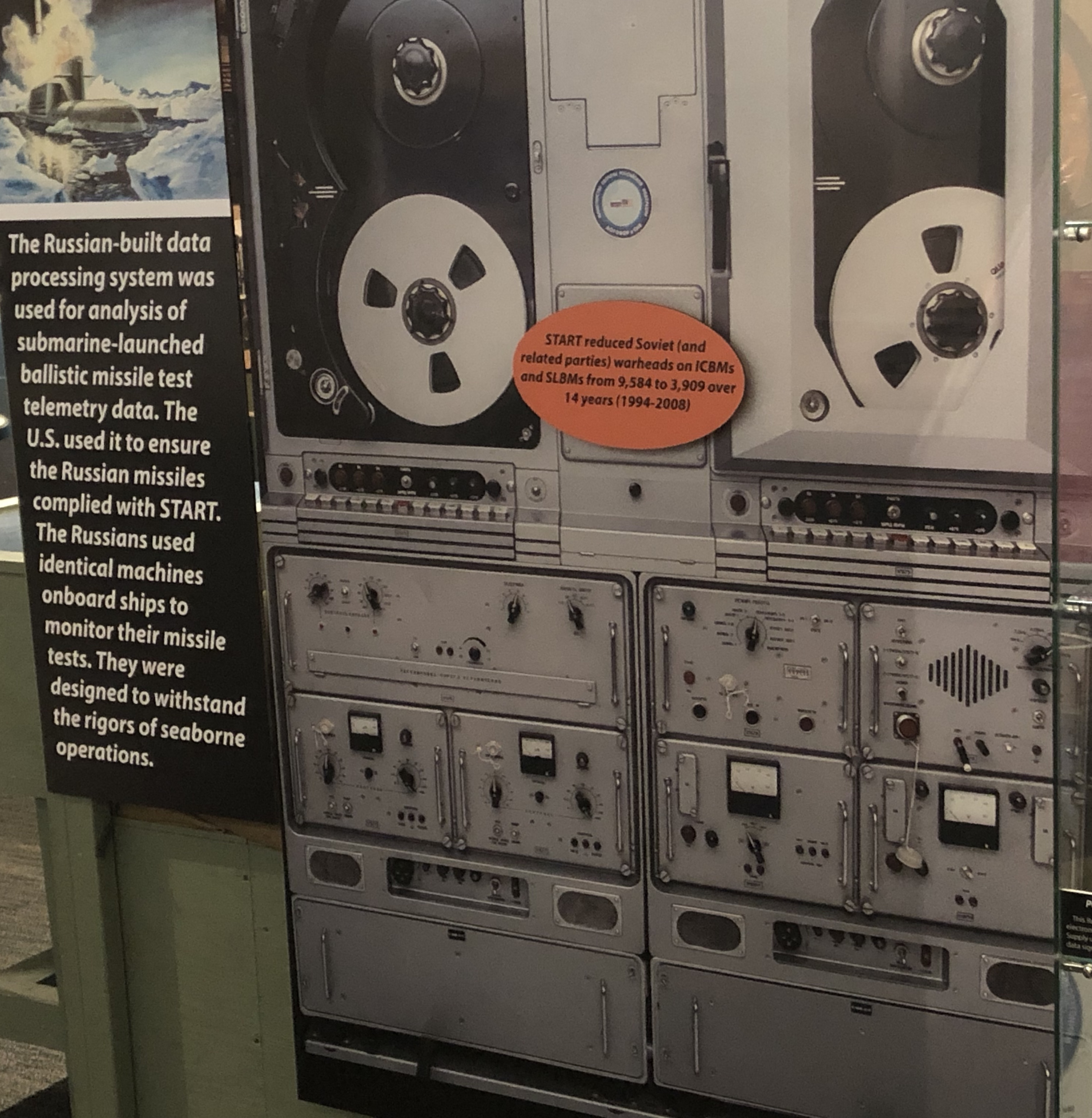
Советская корабельная ЭВМ для обработки телеметрии баллистических ракет морского базирования (Национальный музей криптографии, США)

В 1972 году две страны приступили к разработке программы совместного пилотируемого космического полёта «Союз — Аполлон» (1975). Для неё была создана цифровая сеть передачи данных между всеми задействованными космическими учреждениями в обоих государствах. По сети передавались данные, необходимые для расчёта траекторий космических кораблей. Дальнейшее цифровое сотрудничество двух стран выразилось в телекоммуникационной активности вокруг австрийского Международного института прикладного системного анализа (IIASA/МИПСА), созданного в 1972 году СССР и США как центр глобального научного обмена. К 1982 году между американскими сетями и появившейся в СССР Академсетью через МИПСА было установлено регулярное телефонное соединение (X.25), для чего и был специально создан ВНИИПАС. Сразу же между ЮНИДО и ГКНТ СССР была достигнута договорённость о научном обмене через компьютерную сеть информацией в области сельскохозяйственной биологии. В 1982 году был проведён первый телемост «Москва—космос—Калифорния» между гражданами СССР и США, для организации которого применялось цифровое соединение ВНИИПАСа через спутник. В 1983 году ВНИИПАС и структуры американца Джорджа Сороса учредили провайдера цифровой связи SFMT (с 1990 года — «Совам Телепорт»), который c 1989 года становится для банковской системы СССР и РФ провайдером цифровой банковской сети SWIFT. На фоне распада СССР начинается широкое негосударственное распространение цифровой связи на советской территории через стихийно возникшую сеть «Релком», которая в своей работе задействует оборудование T1, оставшееся на московских АТС от проекта «Союз — Аполлон». Параллельно с 1990 года советские люди начинают в частном порядке присоединяться к изобретённой в США кустарной сети «Фидонет» и начинают формировать массовую культуру пользования компьютерными сетями.

### Великобритания
В 1965 году Дональд Дэвис, учёный из Национальной физической лаборатории Англии, предложил создать в Англии компьютерную сеть NPL, основанную на коммутации пакетов. Идея не была поддержана, но к 1970 году ему удалось создать подобную сеть для удовлетворения нужд многодисциплинарной лаборатории и для доказательства работы этой технологии на практике. К 1976 году сеть объединяла уже 12 компьютеров и 75 терминальных устройств.

«Киберсин»

В 1979 году выпускники британского университета Дьюка Том Траскотт и Джим Эллис разработали концепцию сети на основе протокола UUCP, а в 1980 году она нашла воплощение при поддержке университета и получила название Usenet. В том же году Usenet была подключена к Калифорнийскому университету в Беркли и стала быстро расширяться. Уже к 1983 году ей пользовались тысячи людей с более чем 500 хостов.

### Чили
В 1970 году в Чили был разработан и начал внедряться проект «Киберсин» (англ. Cybersyn) — компьютерная сеть-кибернет, объединяющая в единую сеть 500 предприятий Чили под единое управление в президентском дворце «Ла Монеда» в Сантьяго. Проект централизованного компьютерного управления плановой экономикой, который строился в Чили при президенте Сальвадоре Альенде в 1970—1973 годах. Проект осуществлялся под руководством британского теоретика исследования операций Стаффорда Бира. Система использовалась для координации действий властей с целью противодействия протестам, и после переворота Пиночета 1973 года центр управления «Киберсина» был уничтожен.

## ARPANET

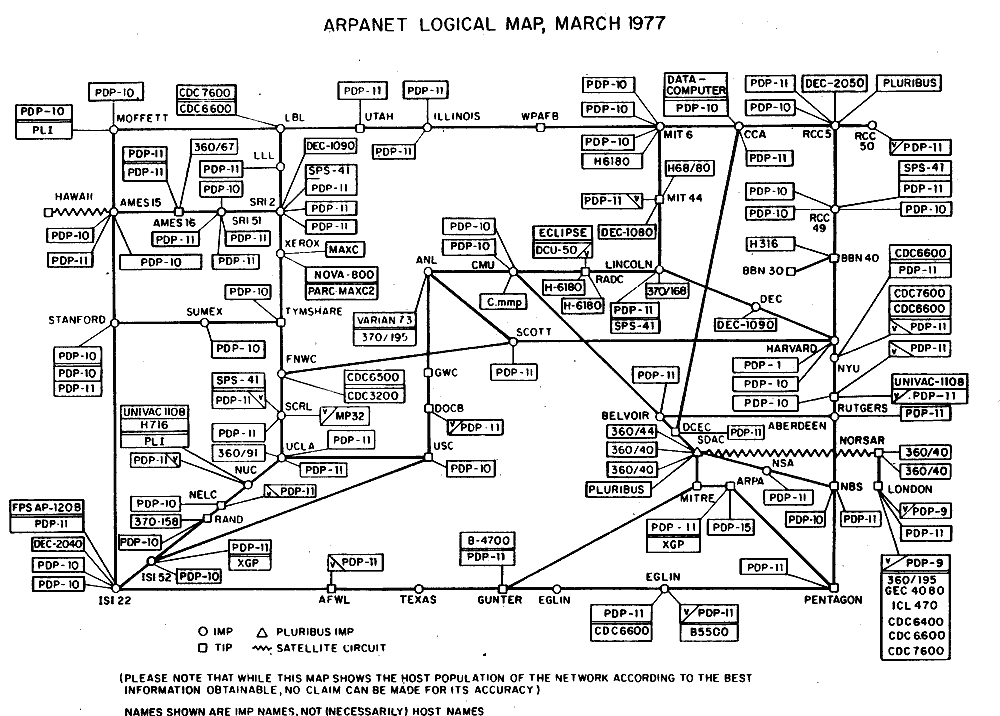
Схема ARPANET на 1977 год

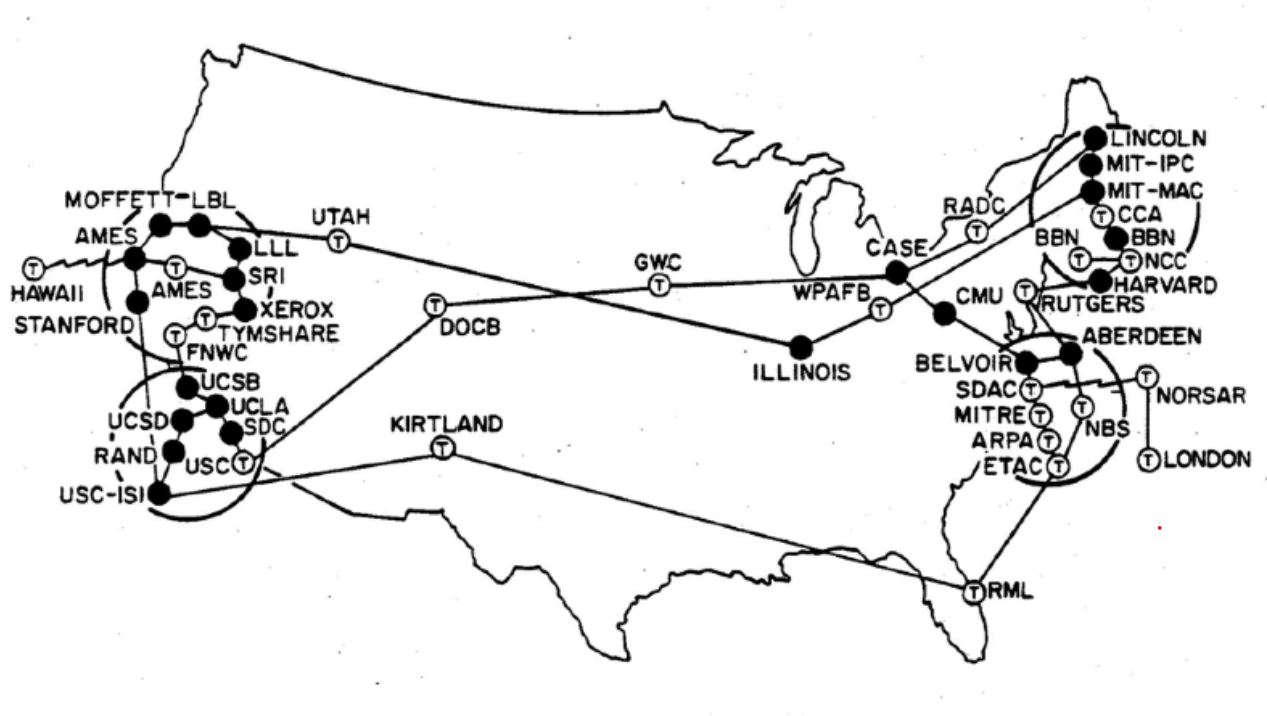
Узлы ARPANET на карте США к 1977 году

4 октября 1957 года СССР запускает первый искусственный спутник Земли, тем самым получая преимущество в космосе. Для наблюдения за спутником и расчётов его траектории в Институте теоретической астрономии АН СССР использовались ЭВМ с перфолентами и перфокартами. В Соединённых Штатах после этого решили, что деньги, отпущенные Пентагоном на научные исследования, тратятся впустую (впоследствии учёные выявили тесную взаимосвязь между развитием компьютерных технологий и космическими полётами). Было принято решение создать единую научную организацию под покровительством Министерства обороны — DARPA (Defense Advanced Research Projects Agency — агентство передовых оборонных исследовательских проектов), которая выбирала бы из предлагаемых университетами и организациями проектов наиболее перспективные и заключала контракты по ним.
В самый разгар Холодной войны Соединённые Штаты захотели иметь сеть, которая смогла бы пережить даже ядерную войну. Использовавшиеся в то время телефонные сети не обеспечивали должной стабильности (потеря лишь одного крупного узла могла разделить сеть на изолированные участки). Для решения проблемы Министерство обороны США обратилось к корпорации RAND.
Директор DARPA Ларри Робертс заинтересовался идеей эксперта Уэсли Кларка о сети с коммутацией пакетов, выступил на симпозиуме ACM SIGOPS с отчётом, касающимся этого, в 1967 году. На том же симпозиуме была представлена подобная, но уже реализованная в Национальной физической лаборатории Англии система NPL. Её реализация доказала, что пакетная коммутация может применяться на практике. Директор DARPA уехал оттуда с намерением создать подобное в Америке.
В 1967 году английский учёный Дональд Дэвис в Национальной физической лаборатории Великобритании, развивая идеи американского разработчика Пола Бэрана, впервые продемонстрировал пакетную коммутацию — изобретение, на основе которого были разработаны все будущие сетевые протоколы Интернета. Так же как и Бэран в голосовой связи, Дэвис пришёл к выводу, что компьютерные сообщения необходимо делить для передачи на небольшие порции и предложил назвать эти порции английским словом packet, «пакет». Модель пакетной коммутации активно разрабатывалась британскими исследователями почти два десятилетия. В конце 1960-х — начале 1970-х годов с использованием различных протоколов передачи данных были разработаны сети пакетной коммутации, такие как NPL, ARPANET, Tymnet, Merit Network, CYCLADES и Telenet.
В конце 1960-х годов Министерство обороны США заключило ряд контрактов на разработку перспективных технологий, в том числе на проект распределённой вычислительной сети для университетов — ARPANET под руководством Роберта Тейлора и Лоуренса Робертса. Первые сообщения через ARPANET, из которой в итоге вырос современный Интернет, были отправлены 29 октября 1969 года из сетевого узла лаборатории вычислительной техники профессора Леонарда Клейнрока (Калифорнийский университет в Лос-Анджелесе) на сетевой узел в Стэнфордском исследовательском институте. Создание проекта ARPANET привело к разработке протоколов межсетевого взаимодействия, в которых несколько отдельных сетей могли быть объединены в единую «сеть сетей».
В связи с тем, что на большие расстояния очень тяжело передать аналоговый сигнал без искажений, Пол Бэран предложил передавать цифровые данные пакетами. Пентагону понравились его идеи, и он обратился к телефонной компании AT&T. AT&T отклонила идеи Бэрана, заявив, что подобную сеть построить невозможно.
В декабре 1969 года была создана экспериментальная сеть, соединившая четыре узла:
- Калифорнийский университет в Лос-Анджелесе (UCLA)
- Калифорнийский университет в Санта-Барбаре (UCSB)
- Стэнфордский исследовательский институт (SRI)
- Университет штата Юта

В 1972 году Роберт Эллиот Кан и Винтон Серф разработали стек протоколов TCP/IP, который стал стандартным сетевым протоколом ARPANET, включив в себя концепции французского проекта CYCLADES, руководство которым осуществлял Луи Пузен. В июле 1976 года группа Кана-Серфа впервые продемонстрировала передачу данных с использованием протокола TCP по трём различным сетям. Пакет прошёл по следующему маршруту: Сан-Франциско — Лондон — Университет Южной Калифорнии. К концу своего путешествия пакет проделал 150 тысяч километров, не потеряв ни одного бита информации.
В 1983 году военная часть ARPANET была отделена в отдельную сеть — MILNET, которую позже преобразовали в другую — NIPRNet.
В 1990 году проект ARPANET был закрыт ввиду дальнейшей бесперспективности развития этой сети.

## NSFNET, BITNET, FIDO

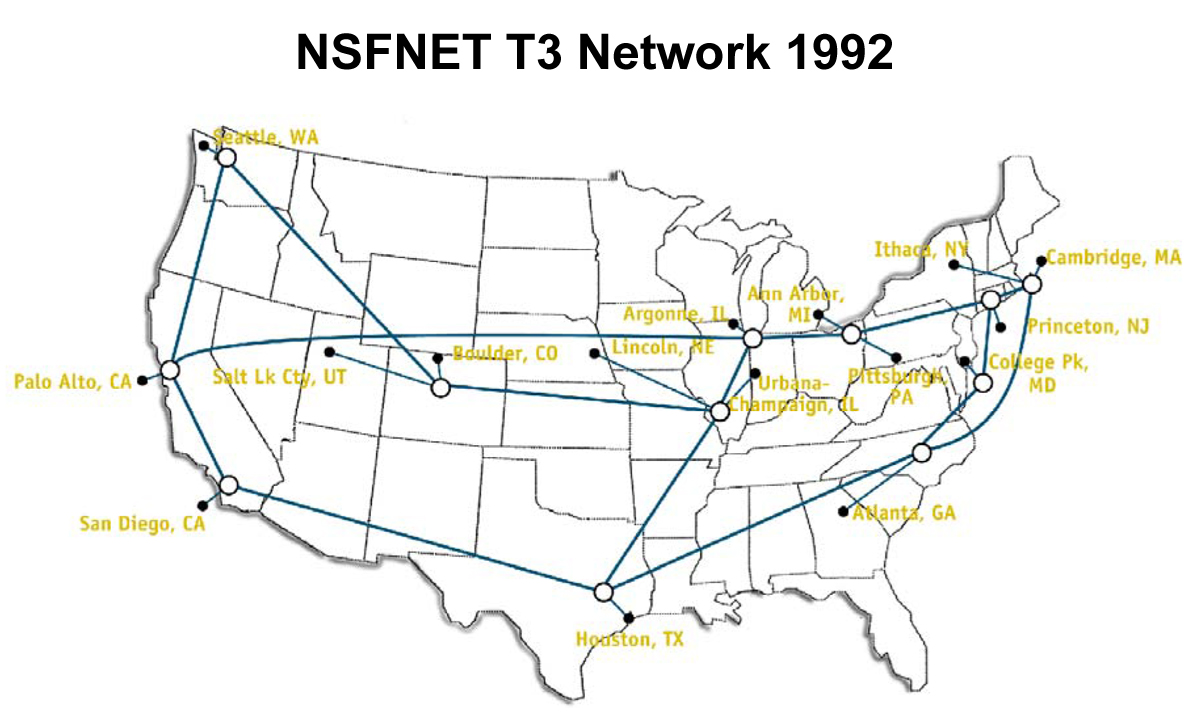
NSFNET

FIDONet

В начале 1980-х годов NSF (National Science Foundation, Национальный научный фонд) финансировал создание в нескольких университетах национальных вычислительных центров с суперкомпьютерами, а в 1986 году обеспечил взаимную связность с сетью проекта NSFNET, который также создал сетевой доступ к суперкомпьютерным сайтам из научно-исследовательских и образовательных организаций в Соединённых Штатах. Коммерческие интернет-провайдеры начали появляться в конце 1980-х годов. К концу 1989 — началу 1990 года в нескольких американских городах возникли ограниченные частные подключения к частям Интернета от официально коммерческих организаций; в 1995 году был закрыт проект NSFNET, тем самым были устранены последние ограничения на использование Интернета для предоставления сетевого трафика в коммерческих целях.
BITNET — параллельная образовательная сеть, развивавшаяся с 1981 года и также сыгравшая роль в формировании будущего Интернета. Она началась как образовательная сеть, связавшая Городской университет Нью-Йорка и Йельский университет, затем стали присоединяться другие организации в США и за рубежом, было получено финансирование от IBM. Почти сразу она обрела шлюз в сеть UUCP, затем шлюзы в ARPANET, CSNET и NetNorth. В конце 1980-х годов к сети подключаются организации в СССР: компьютерные сети советских институтов ИОХ и ИКИ начинались как проекты по присоединению к BITNET и впоследствии стали частями Рунета.
Фидонет — ведущая историю с 1984 года компьютерная сеть частных лиц на базе операционной системы MS-DOS, dial-up-модемов и телефонных сетей общего пользования, построенная в домашних условиях и получившая глобальный охват, оказав большое влияние на формирование интернет-культуры. Первоначально построена на программной платформе BBS, со временем обрела шлюзы в Интернет и морально устарела, но до сих пор отдельные сегменты поддерживаются энтузиастами.

## Формирование глобальной сети

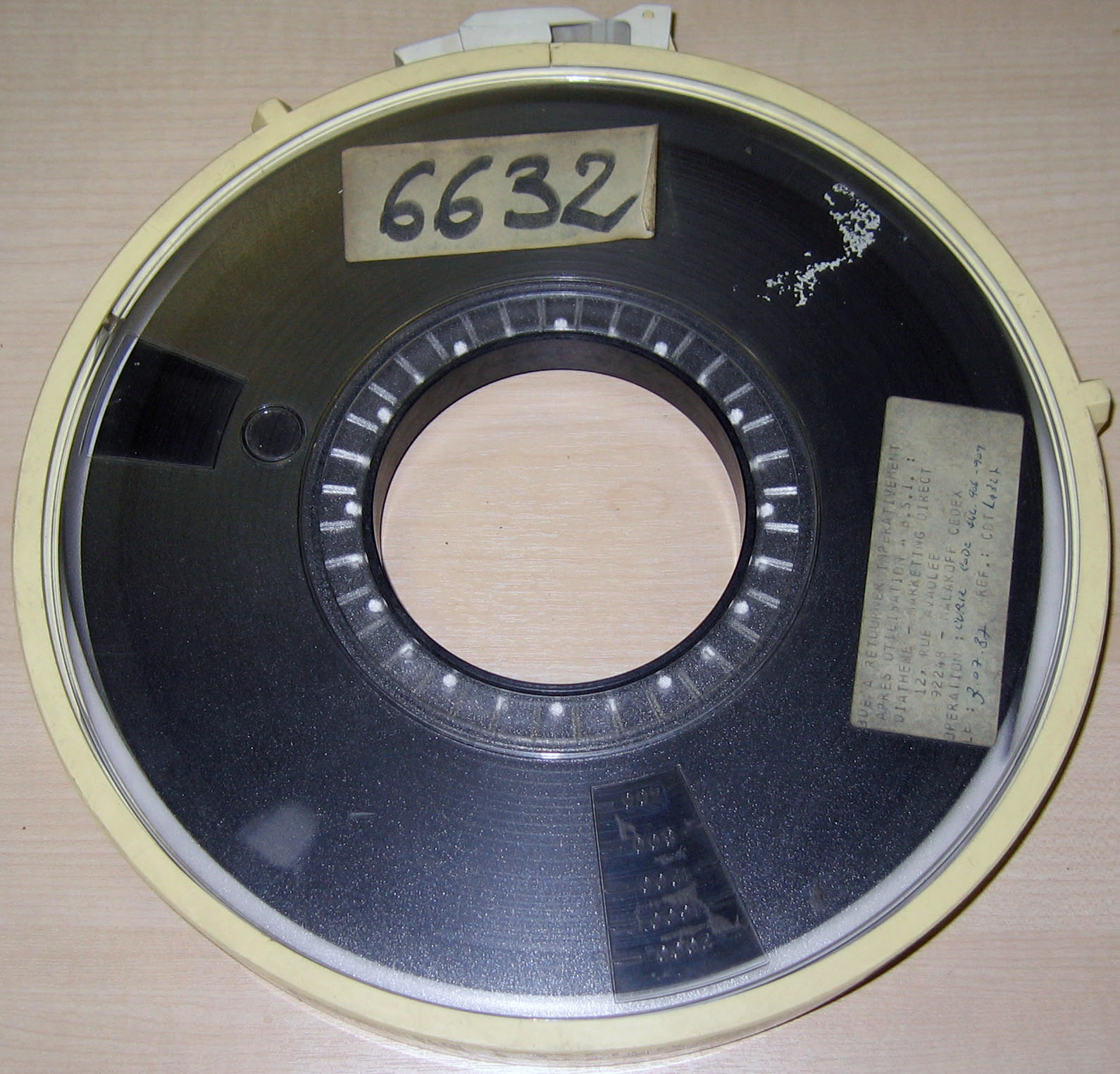
Магнитная лента для ЭВМ

За малым исключением, первые компьютеры подключались напрямую к терминалам и использовались отдельными пользователями, как правило, в том же здании или помещении. Такие сети стали известны как локальные (LAN). Сети, выходящие за рамки локальных, известные как глобальные (WAN), появились в 1950-х годах и были введены в 1960-х. Доме́нная адресация в современном виде развивается как международный стандарт с 1987 года.
Сетевая культура пользователей компьютеров также формировалась и в «оффлайновых» условиях в виде обмена носителями информации — магнитными лентами и дискетами (см. статью «Флоппинет»).
С появлением и распространением персональных компьютеров начали формироваться сообщества их любителей, которые активно обменивались носителями между собой. Для домашних компьютеров ZX-Spectrum и Amiga, а за ними подешевевших PC и Macintosh, возникли индустрия и рынок компьютерных игр, которые распространялись за деньги на компакт-кассетах и дискетах, что повлекло за собой развитие хакерской культуры (компьютерного пиратства), когда игры и прочие программы взламывались чтобы за них не платить и свободно переписывать.
Возник жанр «дискмаг» — компьютерный самиздат для распространения на носителях (дисках) и чтения в домашних условиях, то есть фактически суррогатный «оффлайновый» WWW. Таким образом сообщества «несетевых» пользователей ПК формировали обособленную «киберкультуру», которая приветствовала последующее распространение Фидонета и Интернета и стала одним из важных факторов их массового использования. Компьютерное пиратство играло в этом процессе большую роль, особенно вне стран Запада.

### Развитие глобальной сети

Количество интернет-хостов по всему миру (логарифмическая шкала)

Первоначально, как и в случае с предыдущими сетями, система, которая впоследствии должна была превратиться в Интернет, главным образом предназначалась для использования наукой, правительством и государственными органами.
Тем не менее интерес к коммерческому использованию Интернета вскоре стал широко обсуждаемой темой. Хотя коммерческое использование было запрещено, точное определение коммерческого использования было неясным и субъективным. UUCPNet и X.25 IPSS не имели таких ограничений, что в конечном итоге привело к официальному запрету на использование UUCPNet при соединениях через ARPANET и NSFNET. Однако некоторые ссылки UUCP всё ещё продолжали подключаться к этим сетям, поскольку администраторы закрывали глаза на их работу.
В 1980-х годах исследования британского учёного Тима Бернерса-Ли в ЦЕРН в Швейцарии привели к созданию Всемирной паутины в результате соединения гипертекстовых документов в информационную систему, доступную из любого узла сети. Первый WWW-сайт Бернерс-Ли представил в 1991 году.
В результате в конце 1980-х годов были сформированы первые интернет-провайдеры. Были созданы компании, такие как PSINet, UUNET, Netcom и Portal Software, с целью предоставления услуг региональным исследовательским сетям и предоставления для общественности альтернативного доступа к сети, основанной на UUCP электронной почте и Usenet News. Первым коммерческим интернет-провайдером в США был The World, созданный в 1989 году.
В 1992 году Конгресс США принял Закон о науке и передовой технике, раздел 42 Кодекса США, 1862 (g), который позволил Национальному научному фонду поддерживать доступ исследовательских и образовательных сообществ к компьютерным сетям, которые не использовались исключительно для исследовательских и образовательных целей, что позволило NSFNET наладить взаимосвязь с коммерческими сетями. Это вызвало разногласия в исследовательском и образовательном сообществах, обеспокоенных коммерческим использованием сети, которое могло привести к тому, что Интернет стал бы меньше отвечать их потребностям, а также среди поставщиков сетевых услуг, считавших, что правительственные субсидии приносят некоторым организациям несправедливое преимущество.
В 1994 году опорная сеть Интернета была приватизирована: коммерческие компании взялись доставлять интернет-трафик на дальние дистанции, что позволило отказаться от сети NSFNet, которую финансировало правительство США. Четырьмя крупнейшими частными провайдерами сетевой связи на дальние расстояния стали UUNet, AT&T, Sprint и Level 3.

#### Русскоязычный Интернет
Один из создателей сети «Релком» Дмитрий Бурков указывает, что в эти времена в странах Европы было такое законодательство, при котором частный бизнес в области связи был невозможен. В 2007 году он сообщал: «Если бы Европа не пошла в девяносто третьем году на либерализацию связи и на приватизацию, мир был бы другим, и российский Интернет в первую очередь. Просто потому, что до девяносто третьего года связь была государственной монополией … Ведь почему мы работали, как EurOpen и EUnet, сеть некоммерческой общественной организации, просто потому, что иное в области связи было в ту пору законодательно запрещено. Частное предпринимательство в сфере связи попросту не могло иметь места. И тот же SUUG мы ведь организовали, и стали членами EurOpen, не потому, что была какая-то особая нужда в такой оргструктуре, а в первую очередь, чтобы не подставлять сотрудничавших с нами европейцев».

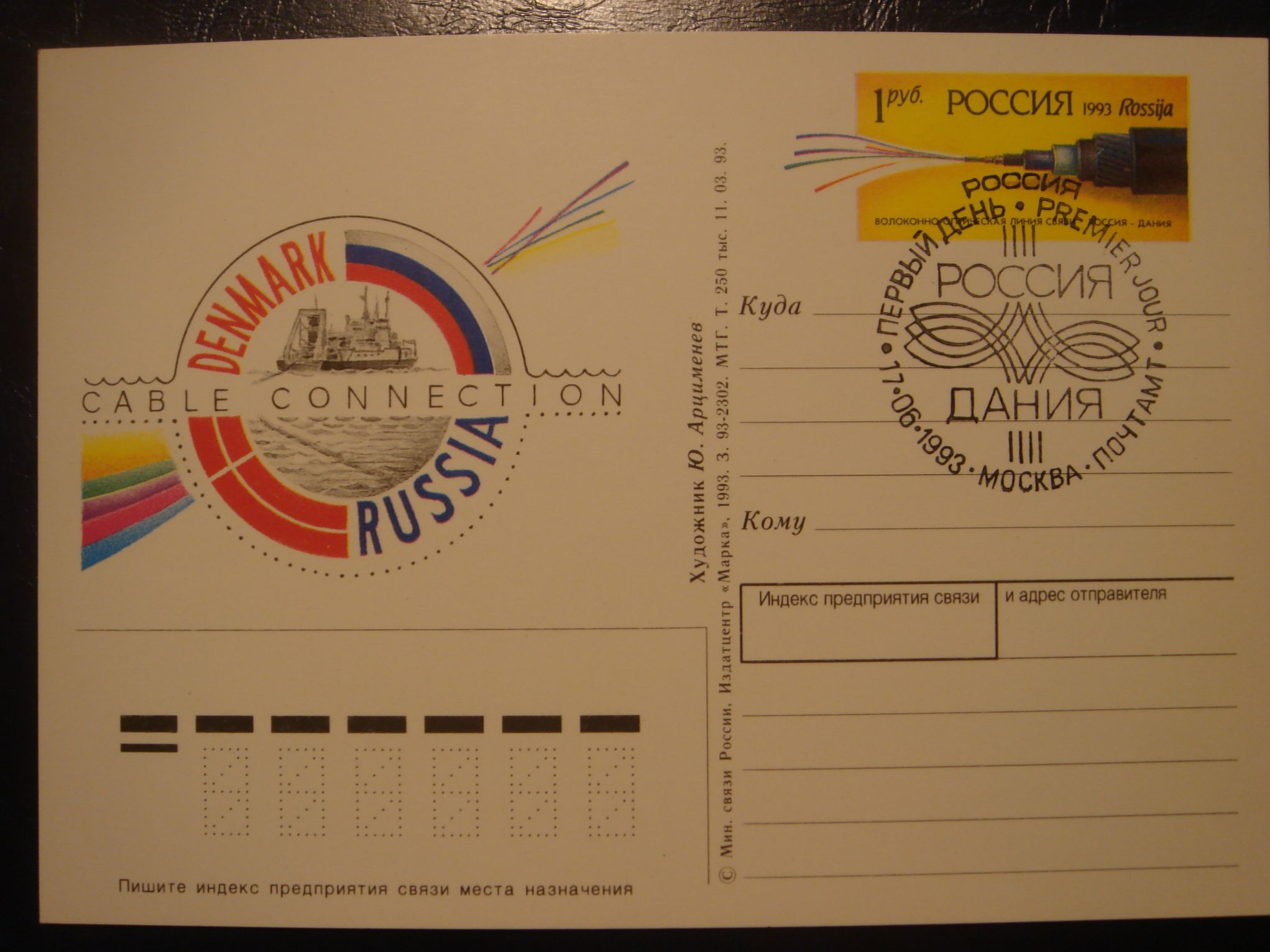
Почтовый конверт, марка и почтовый штемпель 1993 года, посвящённые прокладке оптической линии «Дания—Россия»

В новообразованной РФ на фоне упадка системы государственного управления в 1990-х годах на базе элементов инфраструктуры всесоюзного масштаба начали формироваться коммерческие так называемые «естественные монополии», не терявшие, однако, связи с государством. Одной из них стал «Ростелеком», взявший под контроль советские телефонные сети и начавший прокладывать поверх них новые цифровые линии, превратившись в крупного магистрального провайдера мирового масштаба. Процесс начался в 1993 году с прокладки из Петербурга через Кингисепп по дну Балтики подводного оптического кабеля «Дания—Россия № 1» с пропускной способностью 560 Мбит/с. Другая монополия РЖД на базе своей гигантской инфраструктурной сети создала магистрального интернет-провайдера «Транстелеком».
Как отдельное явление начинает формироваться русскоязычный Интернет, называемый Рунет, и другие локальные киберкультуры, возникшие из-за развития телекоммуникаций. Люди, изучающие Рунет, отмечают, что русскоязычный интернет прошёл особый путь развития, отличающийся от других языковых интернет-культур. В первую очередь повлияла большая площадь территории СССР, из-за чего развитие сетей цифровой связи оказалось не похоже на развитие таких сетей, например, в сравнительно небольшой Европе. Большое влияние оказала уникальная социальная обстановка в советской науке, которая послужила средой распространения цифровых сетевых идей. В то время как в странах Запада ранний интернет интересовал людей коммерческими возможностями, бывшие жители СССР ещё с ФИДО прежде всего проявили интерес к литературе и публицистике, исследователи называют это «литературоцентричностью» Рунета.
В книге о «пионере Рунета» Антоне Носике «Создатель» её автор писатель М. Я. Визель выводит смысловой «момент возникновения Рунета» от запуска поисковика «Рамблер» 8 октября 1996 года. По словам автора, «именно поисковик превращает техническую „информационно-коммуникационную сеть «Интернет»“ в живой цивилизационный феномен». Западные поисковики, появившиеся до «Рамблера», не понимали кириллицу. «Появление полностью отечественного поисковика можно сравнить с появлением первой русскоязычной рок-группы. Или скорее — со спуском на воду Петром I первого русского многопалубного корабля», пишет Визель. Но это не единственный подобный «смысловой момент»: например, задолго до этого знаковым событием подобного рода стало превышение в «Релкоме» к 1 мая 1991 года объёмов внутреннего трафика над внешним, что можно истолковать как проявление «самодостаточности Рунета» ещё в СССР. В 1996 году «пионер Рунета» Леонид Делицын провёл исследование рынка онлайн-рекламы и выяснил, что наиболее посещаемые веб-сайты в англоязычном Интернете были сексуально ориентированными. Соратник Делицына Евгений Горный в 2006 году защитил в английском Голдсмитс-колледже диссертацию «Креативная история Русского Интернета», в которой отдельная глава посвящена сайту «Анекдот.ру», который стал первым ежедневным сайтом Рунета (первым новостным стал НСН). В ней отмечается, что в том же 1996 году среди русскоязычных пользователей был наиболее популярен именно этот, юмористический, сайт. Как вывод, Горный констатировал формулу, что «анекдоты это русский секс».

#### Мобильная революция
Процесс изменений, известный как Web 2.0, сам по себе был значительно ускорен и преобразован лишь спустя некоторое время за счёт роста в сфере мобильных устройств. Следствием данной мобильной революции стало использование многими людьми компьютеров в виде смартфонов, которые они стали повсюду носить с собой, использовать для связи, фото- и видеосъёмки и мгновенного обмена этими данными, а также поиска информации «на ходу» — и использовать в социальной жизни вместо применяемых дома или на работе настольных приборов.
Услуги по местоположению и сервисы, использующие местоположение и другую информацию от датчиков, а также краудсорсинг (часто, но не всегда основанный на данных о местонахождении), стали повсеместным явлением: появились сообщения, помеченные местоположением, веб-сайты и сервисы, работающие с учётом местоположения. Сайты, предназначенные для мобильных устройств (с адресами вида «m.website.com»), стали обычным явлением и разрабатываются специально для использования с новых устройств. Нетбуки, ультрабуки, широко распространённые 4G, Wi-Fi и мобильные чипы, работающие с мощностью, близкой к недавним стационарным компьютерам при значительно меньшем потреблении энергии, стали важнейшими факторами на этом этапе развития Интернета. Также возникло понятие «мобильное приложение» и магазины мобильных приложений. Если для размещения информации в Интернете организации обычно ограничиваются сайтами, просматриваемыми в браузере, то на мобильных платформах как правило стремятся создавать собственные приложения, обычно выполняющие те же функции, что и сайт.

#### Последствия
Начиная с середины 1990-х годов Интернет имеет кардинальное влияние на культуру, торговлю и технологии, в том числе за счёт распространения практически мгновенного общения через электронную почту, мгновенного обмена сообщениями, телефонной связи по интернет-протоколу, телефонных звонков, видеосвязи, онлайн-игр, а также Всемирной паутины с дискуссионными форумами, блогами, социальными сетями и интернет-магазинами. Завышенные рыночные ожидания от этих процессов в 2000 году привели к биржевому краху, известному как «Пузырь доткомов».
Исследовательские и образовательные сообщества продолжают использовать и развивать передовые сети, такие как JANET в Великобритании и Интернет2 в США. Всё большее количество информации передаётся на высоких скоростях по оптоволоконным сетям, работающим со скоростью 1 Гбит/с, 10 Гбит/с и выше. Обычной практикой стало встраивание оптических кабелей в громоотводные тросы повсеместно протянутых ЛЭП, протягивание цифровых кабелей вдоль железных дорог, по дну морей и океанов. Захват Интернетом сферы глобальной связи по историческим меркам был практически моментальным: в 1993 году он передавал лишь 1 % информации, проходящей через двусторонние телекоммуникационные сети, 51 % в 2000 году и более чем 97 % дистанционной информации в 2007 году.
В начале 2000-х годов в качестве технологии доступа был ещё широко распространён коммутируемый dial-up, который занимал голосовую телефонную линию, затем он в относительно короткие сроки был вытеснен т. н. выделенными линиями. В первую очередь распространился доступ по уже существующим телефонным проводам в виде технологии xDSL. Также применялась передача данных по коаксиальным кабелям провайдеров кабельного телевидения (DOCSIS). Далее в практику вошло подключение абонентов по проводам, протянутым специально для Интернета — Ethernet («витая пара») и PON (оптический кабель). Были также разработаны технологии передачи данных по электрической сети (PowerLine) и передачи электричества по Ethernet (PoE).
Интернет продолжает развиваться, чему способствует всё большее количество информации в режиме онлайн, сетевой торговли, развлечений и социальных сетей. К началу 2020-х годов на Интернет оказалось завязано большинство социальных и экономических процессов, широко развились системы электронных платежей, системы заказов бытовых услуг и доставки товаров. В России поэтапно внедряется дистанционное электронное голосование (ДЭГ).

## Новейшая история
К концу 2010-х годов развитие Интернета поставило множество глобальных вопросов, связанных с защитой приватности, интернет-цензурой, кибертерроризмом, инфоцыганством и многим другим. Эдвард Сноуден обнародовал сведения о тотальной слежке властей США за интернет-пользователями всего мира при незаконном содействии ведущих IT-корпораций. Рост проекта Facebook и связанные с этим инциденты вызвали крайнюю обеспокоенность Конгресса США. В ноябре 2019 года Тим Бернерс-Ли предложил пересмотреть правила игры для ключевых участников онлайн-взаимодействий: властей, онлайн-бизнеса и пользователей, для чего создал документ Contract for the Web и предложил его к открытому подписанию. Под ним тут же подписались власти Ганы, Франции и ФРГ.
В России была разработана и внедрена концепция «суверенного Интернета» — мер по обеспечению работоспособности «российского сегмента» в случае «внешнего» отключения (что оспаривается экспертами), а также обеспечению автоматической фильтрации и цензурированию входящего трафика. С начала 2010-х годов российские власти активно отказываются от использования Microsoft Windows, в связи с чем сначала в МО РФ, затем в прочих госучреждениях, в том числе госкорпорациях «Росатом», «Газпром» и «РЖД», начался переход на альтернативные операционные системы на базе Linux, адаптированные под требования законодательства РФ: Astra Linux, Rosa Linux, РЕД ОС и другие.
В апреле 2022 года США, ЕС и ещё 32 страны обнародовали «Декларацию будущего Интернета».
По данным на 1 апреля 2022 года, согласно исследованиям, проведённым компанией W3Techs, 6,0 % из 10 млн самых популярных интернет-сайтов в мире используют русский язык. Согласно другим исследованиям, в 2013 году русский язык стал вторым по популярности в Интернете после английского (~55 %), незначительно обойдя (~6 %) немецкий (~5,9 %), французский (~5 %), китайский (~5 %) и японский (~5 %) языки.

### Комментарии
1. ↑  Учитывая то обстоятельство, что проект в итоге не был реализован, а В. Н. Челомей не вёл дневников и не оставил после себя мемуаров, которые могли бы достоверно осветить подробности работы его и его подчинённых над данным комплексом, у исследователей и лично знавших его лиц нет единого мнения относительно полного названия комплекса. Так, например, генерал-лейтенант Г. В. Кисунько называет его детище единой наступательно-оборонительной ракетной системой (так же без условного обозначения).